# Neftalí Feliz
Pour les articles homonymes, voir Feliz (homonymie).
Neftali Antonio Feliz (né le 2 mai 1988 à Azua de Compostela en République dominicaine) est un lanceur de relève droitier de la Ligue majeure de baseball.
Il joue pour les Rangers du Texas de 2009 à 2015, est élu meilleure recrue de la Ligue américaine en 2010 lorsqu'il bat le record des majeures pour le plus grand nombre de sauvetages par un lanceur recrue. Il est la même année invité au match des étoiles.

## Carrière
Neftali Feliz signe son premier contrat professionnel en 2005 avec les Braves d'Atlanta. Le 31 juillet 2007, il est l'un des cinq joueurs (avec Elvis Andrus, Beau Jones, Matt Harrison et Jarrod Saltalamacchia) échangés aux Rangers du Texas pour Ron Mahay et le joueur de premier but étoile Mark Teixeira.

### Rangers du Texas

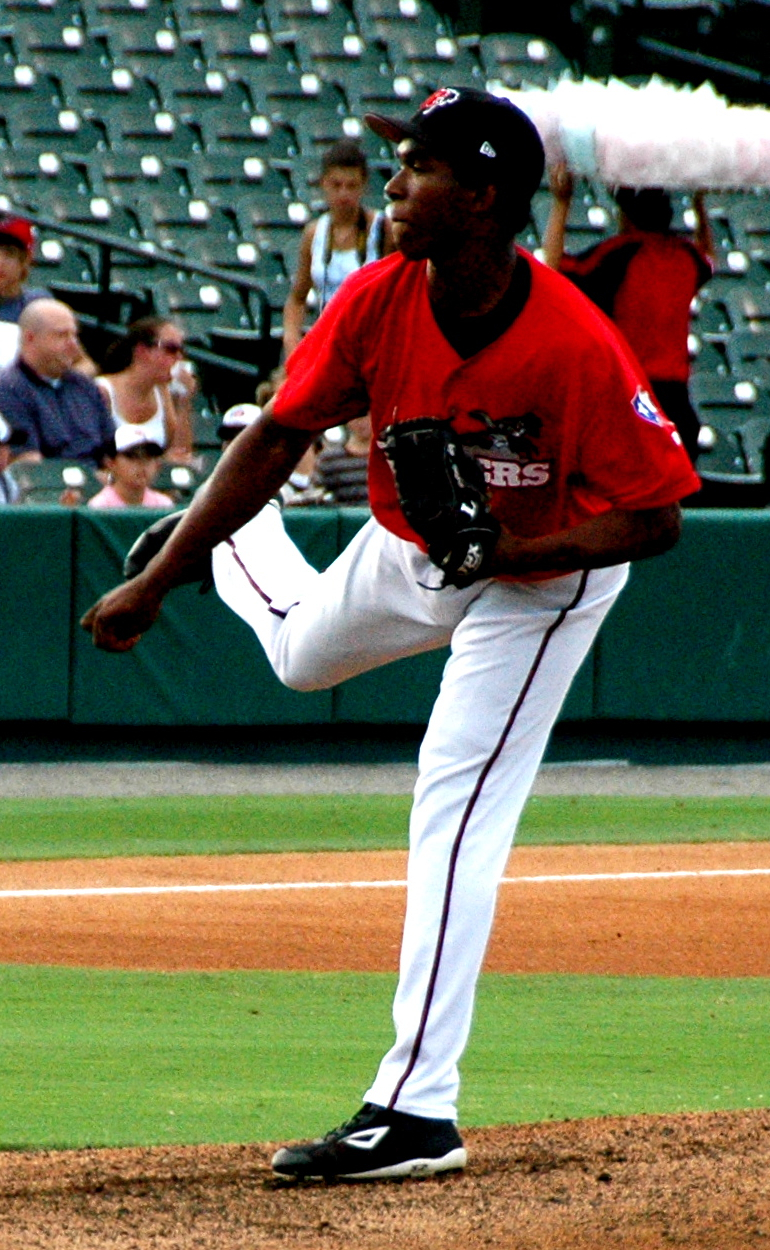
Neftalí Feliz en ligue mineure avec les RoughRiders de Frisco en 2008.

#### Saison 2009
Classé 9e parmi les 50 meilleurs joueurs d'avenir du baseball, Feliz fait avec les Rangers du Texas ses débuts dans le baseball majeur le 3 août 2009 face aux A's d'Oakland. Il effectue 20 sorties en relève en fin de saison, totalisant 30 manches lancées. Il maintient durant cette période une excellente moyenne de points mérités de 1,74 avec 39 retraits sur des prises. Le 15 août, face aux Red Sox de Boston, il protège une victoire de son club pour la première fois depuis son entrée dans les majeures. Il s'agit d'un de ses deux sauvetages de la saison. Le 8 septembre contre Cleveland, il est crédité de sa première victoire, pour son unique décision de 2009 avec les Rangers.

#### Saison 2010
Feliz établit un nouveau record des Ligues majeures pour le plus grand nombre de sauvetages par un lanceur recrue, avec 40 lors de la saison 2010. Il affiche lors de cette saison une moyenne de points mérités de 2,73 avec 71 retraits sur des prises en 69 manches et un tiers lancées. Il ajoute quatre victoires à sa fiche, contre trois défaites. Le 25 septembre, Feliz enregistre le dernier retrait d'un match contre les Athletics d'Oakland, officialisant le premier titre de la division Ouest remporté par les Rangers depuis 1999. C'est à cette occasion qu'il est crédité de son 38e sauvetage de la saison, battant le record de 37 par un lanceur recrue établi en 2000 par Kazuhiro Sasaki des Mariners de Seattle. Le record de Feliz sera cependant battu dès la saison suivante par Craig Kimbrel. En séries éliminatoires, Feliz retire cinq frappeurs des Yankees de New York sur des prises en seulement trois manches lancées en Série de championnat de la Ligue américaine. Il réussit son premier sauvetage en match d'après-saison pendant la Série mondiale 2010, protégeant la seule victoire remportée par Texas sur les éventuels champions, les Giants de San Francisco.

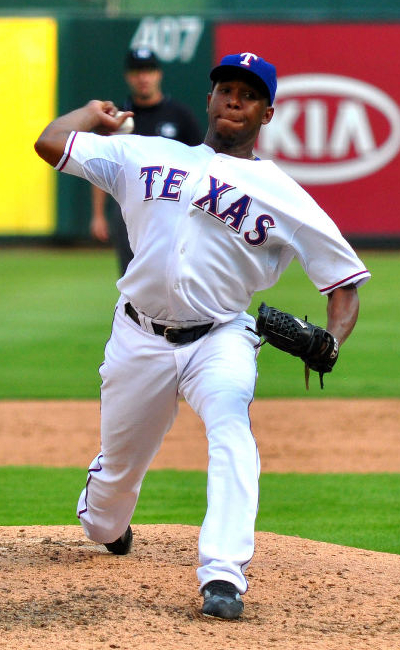
Neftalí Feliz en 2009 avec les Rangers du Texas.

En juillet, Feliz est invité au match des étoiles du baseball majeur, et il mérite après la saison le titre de recrue de l'année de la Ligue américaine. Il est le premier joueur des Rangers du Texas à recevoir ce prix depuis Mike Hargrove en 1974.

#### Saison 2011
En 2011, il maintient une moyenne de points mérités de 2,74 en 56 parties et 62 manches et un tiers lancées. Il se classe cinquième dans la Ligue américaine avec 32 sauvetages. Il protège les trois victoires des Rangers dans la série de divisions que Texas remporte sur les Rays de Tampa Bay.
Il protège un match de Série de championnat de la Ligue américaine contre les Tigers de Détroit puis deux des trois victoires des Rangers en Série mondiale 2011, pour un total de 6 sauvetages dans ces séries éliminatoires. Dans le sixième match de cette Série mondiale contre Saint-Louis, cependant, il a comme mission de forcer les trois retraits qui donneraient le titre aux Rangers. Mais il est victime du célèbre triple de David Freese qui envoie les deux équipes en manches supplémentaires.

#### Saisons 2012 à 2015
Feliz est converti en lanceur partant par les Rangers au début de la saison 2012. L'expérience est de courte durée : il effectue une présence en relève et entreprend 7 matchs comme partant, le dernier le 18 mai. Il est d'abord placé sur la liste des blessés à long terme pour un problème au coude, puis subit une opération de type Tommy John au début août. Il effectue un retour au jeu plus d'un an plus tard, en septembre 2013, et n'accorde aucun point en 4 manches et deux tiers lancées en 6 sorties en relève au cours du mois.
Ses problèmes au bras sont de retour en 2014 et il n'intègre l'équipe que le 4 juillet. Redevenu lanceur de relève, il demeure en santé jusqu'à la fin de la saison des Raners et se montre efficace, comme en fait foi sa moyenne de points mérités d'à peine 1,99 en 31 manches et deux tiers lancées lors de 30 sorties. Après l'échange de Joakim Soria à Détroit, les Rangers confient le poste de stoppeur à Feliz, un rôle qu'il n'avait plus rempli depuis la saison 2011. Il réussit 13 sauvetages en fin d'année.
Sa moyenne de points mérités s'élève à 4,58 en 18 sorties en 2015 pour les Rangers, qui, déçus de ses performances, l'assignent aux ligues mineures après le match du 3 juillet. Il refuse et devient agent libre.

### Tigers de Détroit
Immédiatement après avoir quitté les Rangers, Feliz rejoint les Tigers de Détroit.

### Pirates de Pittsburgh
Le 6 janvier 2016, Feliz signe avec les Pirates de Pittsburgh un contrat de 3,9 millions de dollars pour une saison.

## Statistiques
| Saison | Équipe | G  | GS | CG | SHO | V | D | SV | IP    | SO  | ERA  |
| ------ | ------ | -- | -- | -- | --- | - | - | -- | ----- | --- | ---- |
| 2009   | Texas  | 20 | 0  | 0  | 0   | 1 | 0 | 2  | 31.0  | 39  | 1,74 |
| 2010   | Texas  | 70 | 0  | 0  | 0   | 4 | 3 | 40 | 69.1  | 71  | 2,73 |
| Totaux | Totaux | 90 | 0  | 0  | 0   | 5 | 3 | 40 | 100.1 | 110 | 2,42 |

| Saison | Équipe | G | GS | CG | SHO | V | D | SV | IP  | SO | ERA  |
| ------ | ------ | - | -- | -- | --- | - | - | -- | --- | -- | ---- |
| 2010   | Texas  | 7 | 0  | 0  | 0   | 0 | 0 | 1  | 7.1 | 11 | 1,23 |
| Totaux | Totaux | 7 | 0  | 0  | 0   | 0 | 0 | 1  | 7.1 | 11 | 1,23 |

Note : G = Matches joués ; GS = Matches comme lanceur partant ; CG = Matches complets ; SHO = Blanchissages ; 
V = Victoires ; D = Défaites ; SV = Sauvetages ; IP = Manches lancées ; SO = Retraits sur des prises ; ERA = Moyenne de points mérités.